# Dronningborg (gods)
 For alternative betydninger, se Dronningborg. (Se også artikler, som begynder med Dronningborg)
Dronningborg er en gammel hovedgård, der går helt tilbage til Gråbrødrekloster i Randers i 1236. Gården ligger i Dronningborg Sogn, Støvring Herred, Randers Kommune. Dronningborg var i flere perioder krongods og har bl.a. indgået i Dronningborg rytterdistrikt. Hovedbygningen blev restaureret i 1907, hvor den fik sit nuværende udseende.
Godset drives som land- og skovbrug og bestod i 2022 af 95 ha ager og 28 ha skov.

## Ejere af Dronningborg
- (1236-1530) Franciskanerordenen
- (1530-1544) Mogens Gjøe
- (1544-1661) Kronen
- (1661-1683) Anna von Spreckelsen født Rentzel/ Joachim Bechmann
- (1683-1706) Peter von Spreckelsen
- (1706-1710) Jobst von Oberbech
- (1710-1711) Peder Thøgersen Lassen
- (1711-1765) Kronen
- (1765-1775) Ditlev Kirketerp
- (1775-1784) Christian Frederik Juul
- (1784-1800) Niels Ammitzbøll
- (1800-1803) Niels Ammitzbølls dødsbo
- (1803-1844) Tycho von Arenstorff
- (1844-1870) Niels Langballe
- (1870-1907) Henrik F. M. Langballe
- (1907) Vestergaard / Yde / Andersen / J. Mogensen
- (1907-1938) Hilmar Stilling
- (1938-1947) Enke Fru Stilling
- (1947-1975) Jørgen Stilling
- (1975-2018) Ejnar Stilling
- (2018-nu) Jakob Winsløw Stilling

## Dronningborg trinbræt
Dronningborg havde fra 1904 trinbræt på Randers-Hadsund Jernbane (1883-1969), hvor den krydsede gårdens adgangsvej Dronningborg Alle. I maj 1952 fik den stærkt voksende Randers-bydel Dronningborg et mere centralt beliggende trinbræt på "trekanten" mellem Udbyhøjvej og Tjærbyvej, men trinbrættet ved Dronningborg Alle blev opretholdt indtil omkring 1958.